# Archieparquía de Chipre
La archieparquía de Chipre (en latín: Archieparchia Cyprensis Maronitarum y en griego: Ιερά Αρχιεπισκοπή Μαρωνιτών Κύπρου) es una circunscripción eclesiástica de la Iglesia católica en la isla de Chipre. Se trata de una archieparquía maronita inmediatamente sujeta al patriarcado de Antioquía de los maronitas. Desde el 19 de junio de 2021 su archieparca es Selim Jean Sfeir.

## Territorio y organización

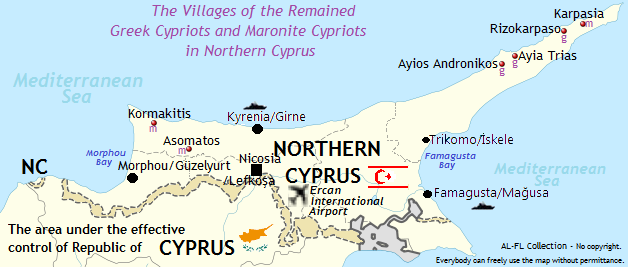
Localidades del norte de la isla donde todavía residen maronitas

La archieparquía tiene 9251 km² y extiende su jurisdicción sobre los fieles católicos de rito antioqueno maronita residentes en la isla de Chipre, que está de facto dividida entre la República de Chipre, la internacionalmente no reconocida República Turca del Norte de Chipre, la zona desmilitarizada entre ambas repúblicas y las bases soberanas del Reino Unido (Acrotiri y Dhekelia). La eparquía está dentro del territorio propio del patriarcado de Antioquía de los maronitas.

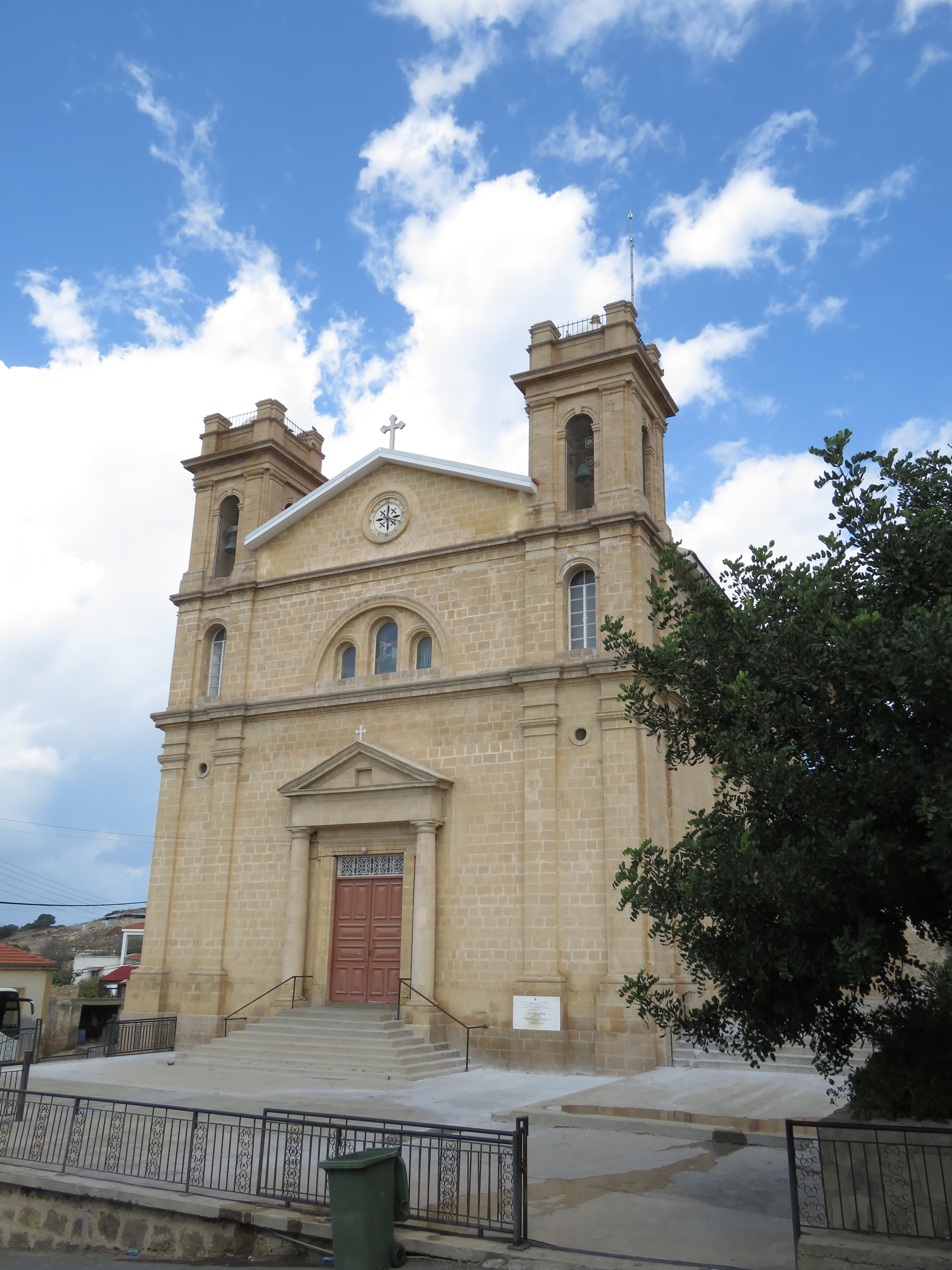
Iglesia San Jorge, en Kormakitis

La sede de la archieparquía se encuentra en la ciudad de Nicosia, en donde se halla la Catedral de Nuestra Señora de la Gracia.

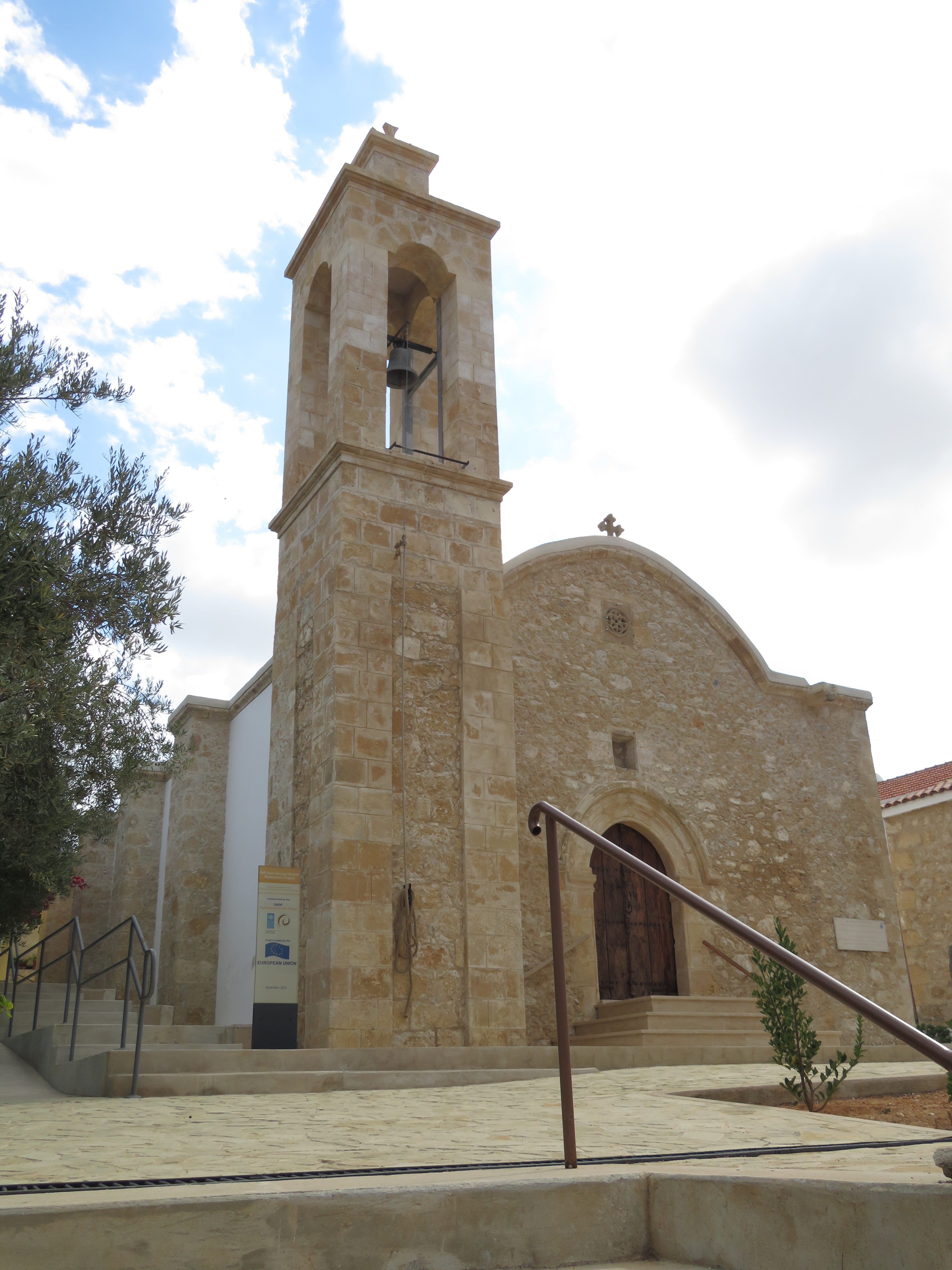
Antigua iglesia San Jorge, en Kormakitis

En 2021 en la archieparquía existían 12 parroquias:
- Nuestra Señora de la Gracia, en Nicosia
- San Jorge, en Kormakitis
- San Miguel Arcángel, en Αsomatos
- Santa Cruz, en Karpasha
- Santa Marina, en Santa Marina
- San Maron, en Anthoupolis
- Santa Marina, en Kotsiatis
- San Charbel, en Limasol
- Santa Marina, en Polemidia
- San José, en Lárnaca
- San Kyriaki, en Pafos

## Historia
La comunidad maronita se estableció en el siglo IX en la parte norte de Chipre y pasó por todas las vicisitudes de la comunidad cristiana de la isla: la ocupación de los franceses (1191-1489), de los venecianos (1489-1570) y de los otomanos (1570-1832), logrando sobrevivir y progresar.
Una comunidad maronita chipriota en comunión con la Santa Sede de Roma es conocida desde el siglo XIII, ya que luego de que los cruzados fueran derrotados, algunos maronitas los siguieron desde el Líbano a Chipre, en donde se conoce la presencia de obispos maronitas desde 1340. La serie episcopal católica comenzó en 1357, cuando a manos del obispo latino de Nicosia, la comunidad maronita con su obispo emitió una profesión de fe católica. Esta unión fue confirmada y reforzada por la bula Benedictus sit Deus promulgada por el papa Eugenio IV durante el Concilio de Roma el 7 de agosto de 1455.
La comunidad maronita de Chipre fue la comunidad más grande de cristianos orientales después de la griega. Durante la ocupación latina de la isla, primero con los Lusignan y luego con los venecianos, los maronitas crecieron en número, gracias a los numerosos privilegios y propiedades que les otorgaron los nuevos señores de la isla; vivían en unas sesenta aldeas y, según las estimaciones informadas por Hackett, el número de fieles era de unos 180 000. Las mayores migraciones ocurrieron en 1224, 1570, 1596, 1776 y 1878. Sin embargo, con la ocupación otomana de Chipre en 1570, la situación empeoró para la comunidad maronita, que vio reducido el número de fieles y comunidades drásticamente. Fueron expulsados de sus aldeas, las iglesias fueron destruidas y el obispo tuvo que abandonar su sede episcopal. Con la muerte del obispo Luc, un chipriota, en 1673, ningún obispo maronita residió en Chipre. Los obispos maronitas, que hasta entonces habían residido siempre en Nicosia, comenzaron a tener su sede en el continente asiático y regresaron a la isla solo desde el siglo XIX. En este período fueron los sacerdotes latinos franciscanos quienes cuidaron de las pocas comunidades maronitas de la isla, ya que los obispos maronitas solo la visitaron esporádicamente. De las más de 100 aldeas y comunidades maronitas, después de las persecuciones y expulsiones, quedaron las aldeas Kormakitis, Karpasha, Asomatos y Agia Marina. 
En 1735 el superior general de la Orden de los Maronitas Libaneses envió a dos monjes a Chipre, que debían construir una escuela para la comunidad maronita, inaugurada en 1763. Bajo la administración británica en Chipre, desde 1878, la comunidad maronita fue favorecida por el gobierno, cuya política era apoyar a las minorías. Esto dio lugar a mejores condiciones de vida para la población y al regreso del obispo a Chipre. 
Aunque había un obispo auxiliar del patriarca destacado en Chipre, la Iglesia maronita no estuvo dividida en diócesis hasta que el 30 de septiembre de 1736 en el sínodo del Monte Líbano en el monasterio de Nuestra Señora en Louaizeh se decidió —siguiendo las decisiones del Concilio de Trento (1545-1563)— la erección canónica de 8 diócesis con límites definidos, cada una con un obispo residente y con autoridad ordinaria. Una de esas diócesis fue la eparquía de Chipre, cuya jurisdicción inicial fue fijada como:

VI. Cypri; hujus jurisdictio complectitur universa Insulae illius Castella, ac praeterea in Chesroena Regione habet Bacafajam, Bet-scebabam, earumque Villas, necnon Xillas Chesroeniae usque ad Pontem Beriti.

Además de la isla Chipre, incluía el sector que comprendía Bikfaya, Beit Chabab y sus granjas, y el resto de las aldeas del distrito de Metn en el Líbano hasta el puente de Beirut.
La bula Apostolica praedecessorum del 14 de febrero de 1742 del papa Benedicto XIV, confirmó le decisión sinodal de subdividir el patriarcado en diócesis, su número y su extensión territorial. Sin embargo, el sínodo acordó que las diócesis no serían asignadas hasta que el número de obispos se redujera hasta 8, lo cual se puso en práctica durante el patriarcado de Youssef VIII Hobaish (1823-1845).
En 1974 Turquía invadió el norte de la República de Chipre, ocupando y poseyendo la parte norte de su territorio. La comunidad maronita tuvo que abandonar sus hogares y mudarse al sur, donde todavía viven como refugiados en su tierra natal. En la ciudad de Kormakitis (a 50 km de Nicosia), el corazón de la comunidad, todas las iglesias cristianas y edificios sagrados han sufrido un cambio de destino, convirtiéndose en almacenes, museos o incluso mezquitas. Hoy en día es el único centro en la república turca donde todavía hay unos 130 cristianos maronitas. Dos aldeas se han convertido en bases militares turcas. Hay una sola iglesia en el norte donde se puede celebrar la misa, dedicada a San Jorge.
El 11 de junio de 1988 todas las parroquias de los distritos de Metn y Baabda en el Líbano que pertenecían a la archieparquía de Chipre fueron constituidos en la archieparquía de Antelias, por lo que la de Chipre quedó reducida a la isla.
En 2003 la libertad de movimiento se introdujo de una parte de la isla a la otra, por lo que los maronitas pudieron restablecer las relaciones que habían sido cortadas treinta años antes.
Del 4 al 6 de junio de 2010 el papa Benedicto XVI realizó una visita apostólica a la comunidad cristiana de Chipre. Fue la primera vez que un papa visitó la isla chipriota.
El 26 de julio de 2017 las autoridades turcochipriotas anunciaron el levantamiento de las restricciones a los maronitas que reclaman casas y propiedades en aldeas bajo control militar turco.
Del 2 al 4 de diciembre de 2021 la isla recibió la visita del papa Francisco.

## Estadísticas
Según el Anuario Pontificio 2022 la archieparquía tenía a fines de 2021 un total de 13 170 fieles bautizados.
| Año                                                                             | Población            | Población | Población      | Sacerdotes | Sacerdotes    | Sacerdotes    | Bautizados por sacerdote | Diáconos permanentes | Religiosos | Religiosos | Parroquias |
| Año                                                                             | Bautizados católicos | Total     | % de católicos | Total      | Clero secular | Clero regular | Bautizados por sacerdote | Diáconos permanentes | Varones    | Mujeres    | Parroquias |
| ------------------------------------------------------------------------------- | -------------------- | --------- | -------------- | ---------- | ------------- | ------------- | ------------------------ | -------------------- | ---------- | ---------- | ---------- |
| 1950                                                                            | 36 646               | 63 237    | 58.0           | 76         | 61            | 15            | 482                      |                      | 39         | 24         | 90         |
| 1969                                                                            | 80 000               | ?         | ?              | 101        | 68            | 33            | 792                      |                      | 57         | 300        | 43         |
| 1980                                                                            | 155 700              | ?         | ?              | 117        | 62            | 55            | 1330                     |                      | 74         | 473        | 108        |
| 1990                                                                            | 10 500               | 600 000   | 1.8            | 10         | 6             | 4             | 1050                     |                      | 7          | 5          | 10         |
| 1999                                                                            | 10 000               | 775 000   | 1.3            | 8          | 6             | 2             | 1250                     |                      | 5          | 3          | 9          |
| 2000                                                                            | 10 000               | 775 000   | 1.3            | 12         | 10            | 2             | 833                      |                      | 5          | 3          | 9          |
| 2001                                                                            | 10 000               | 780 000   | 1.3            | 12         | 10            | 2             | 833                      |                      | 5          | 3          | 9          |
| 2002                                                                            | 10 000               | 783 000   | 1.3            | 12         | 10            | 2             | 833                      |                      | 5          | 3          | 9          |
| 2003                                                                            | 10 000               | 780 000   | 1.3            | 7          | 5             | 2             | 1428                     |                      | 5          | 3          | 9          |
| 2004                                                                            | 10 000               | 780 000   | 1.3            | 7          | 5             | 2             | 1428                     |                      | 5          | 3          | 9          |
| 2006                                                                            | 10 000               | 780 000   | 1.3            | 7          | 5             | 2             | 1428                     |                      | 5          | 3          | 9          |
| 2013                                                                            | 10 400               | 838 897   | 1.2            | 11         | 9             | 2             | 945                      | 1                    | 2          | 3          | 12         |
| 2016                                                                            | 10 000               | 838 897   | 1.2            | 12         | 8             | 4             | 833                      | 3                    | 4          | 3          | 12         |
| 2019                                                                            | 13 000               | 842 900   | 1.5            | 12         | 9             | 3             | 1083                     | 3                    | 3          | 3          | 12         |
| 2021                                                                            | 13 170               | 861 280   | 1.5            | 11         | 10            | 1             | 1197                     | 3                    | 1          | 3          | 12         |
| Fuente: Catholic-Hierarchy, que a su vez toma los datos del Anuario Pontificio. |                      |           |                |            |               |               |                          |                      |            |            |            |

## Episcopologio
- Youhanna † (mencionado en 1357)
- Jacob Al-Matrity † (mencionado en 1385)
- Elias † (antes de 1431-después de 1445)
- Youssef † (?-1505)
- Gebrayel Al Qela'î † (1505-1516 falleció)
- Maroun † (1516-?)
- Antonios † (mencionado en 1523)
- Girgis al Hadthy † (mencionado en 1528)
- Eliya Al Hadthy † (mencionado en 1530)
- Francis † (mencionado en 1531)
- Marcos El-Baytomini † (mencionado en 1552)
- Girgiss † (mencionado en 1562)
- Julios † (mencionado en 1567)
- Youssef † (?-1588 falleció)
- Youhanna † (1588-1596)
- Moise Anaisi de Akura † (1598-1614)
- Girgis Maroun al Hidnani † (1614-1634)
- Elias al Hidnani † (mencionado en 1652)
- Sarkis Al Jamri † (1662-1668 falleció)
- Stefano Douayhy (8 de julio de 1668-mayo de 1670 elegido patriarca de Antioquía)[nota 1]
- Luca de Carpasia † (1671-1673)
- Boutros Doumit Makhlouf † (1674-1681)
- Youssef † (1682-1687)
- Gabriel Hawa, O.L.M. † (1723-? renunció)
- Toubia El Khazen † (antes de 1736-28 de marzo de 1757 confirmado patriarca de Antioquía)
- Elias El Gemayel † (?-1786 falleció)
- Philibos Gemayel † (1786 por sucesión-14 de junio de 1795 elegido patriarca de Antioquía)
- Abdullah Blibl (Abdalla Blaibel) † (12 de marzo de 1798-1 de marzo de 1842 falleció)
- Giuseppe Giagia † (26 de diciembre de 1843-1878 renunció)
- Youssef Al Zoghbi † (1883-17 de diciembre de 1890 falleció)
- Nemtallah Selwan † (12 de junio de 1892-18 de septiembre de 1905 falleció)
- Boutros Al Zoghbi † (11 de febrero de 1906-28 de octubre de 1910 falleció)
- Paul Auad † (11 de febrero de 1911-30 de enero de 1941 renunció[nota 2])
- François Ayoub † (28 de noviembre de 1942-16 de abril de 1954 nombrado archieparca de Alepo)
- Elie Farah † (16 de abril de 1954-4 de abril de 1986 retirado)
- Joseph Mohsen Béchara (4 de abril de 1986-11 de junio de 1988 nombrado archieparca de Antelias)
- Boutros Gemayel (11 de junio de 1988-29 de octubre de 2008 retirado)
- Youssef Antoine Soueif (29 de octubre de 2008-1 de noviembre de 2020 nombrado archieparca de Trípoli
- Selim Jean Sfeir, desde el 19 de junio de 2021[nota 3]